# Hilaira dapaensis
Hilaira dapaensis är en spindelart som beskrevs av Jörg Wunderlich 1983. Hilaira dapaensis ingår i släktet Hilaira och familjen täckvävarspindlar.
Artens utbredningsområde är Nepal. Inga underarter finns listade i Catalogue of Life.